# Christine Korsgaard
Christine Marion Korsgaard (geboren in 1952 in Chicago) is een Amerikaanse hoogleraar filosofie die zich vooral met ethiek bezighoudt.

"Christine Korsgaard is een van de invloedrijkste filosofen van de laatste decennia. Centraal in haar werk staan thema's zoals de grondslagen van de moraal, het praktisch redeneren, autonomie en de ethiek van Kant."

## Biografie
Christine Korsgaard studeerde filosofie aan de Universiteit van Illinois en promoveerde aan Harvard University. Ze doceerde filosofie aan de Yale-universiteit, de Universiteit van Californië, Santa Barbara en de Universiteit van Chicago. Momenteel werkt ze als Arthur Kingsley Porter hoogleraar filosofie aan de Harvard University. Ze is vooral bekend door haar werk over de moraalfilosofie en zijn geschiedenis, persoonlijke identiteit, normativiteit en de ethische verhoudingen tussen mensen en (andere) dieren.

## Onderscheidingen
- Zij was de eerste vrouw die uitgenodigd werd om een Locke Lezing geven aan de Universiteit van Oxford (2002)
- Eredoctoraat Doctor of Humane Letters (LHD) van de Universiteit van Illinois (2004).
- Eredoctoraat van de Rijksuniversiteit Groningen (2014) Korsgaard werd genomineerd voor het eredoctoraat van de Faculteit der Wijsbegeerte, omdat ze: In de wereld van de filosofie een van de meest invloedrijke kantiaanse filosofen is. Haar zeer originele filosofische argumenten en inzichtelijke werk over de geschiedenis van de ethiek zijn een inspiratie voor velen. Ze is vooral geïnteresseerd in de morele filosofie en haar geschiedenis, ze publiceert en onderwijst uitgebreid over kwesties van de metafysica, de filosofie van de actie, theorieën over de persoonlijke identiteit en persoonlijke relaties en over normativiteit.[2]

## Publicaties
- Self-Constitution: Agency, Identity, and Integrity., Oxford University Press, 2009.
- The Constitution of Agency., Oxford University Press, 2008.
- The Sources of Normativity. New York: Cambridge University Press, 1996.
- Creating the Kingdom of Ends. Cambridge University Press, 1996
- Skepticism about Practical Reason,The Journal of Philosophy 83 (1): 5-25, 1986 (Reprinted in as ch.11 in Korsgaard (1996b), pp. 311–334.)
- The Normativity of Instrumental Reason, ch. 8 in Garrett Cullity & Berys Gaut (eds.) Ethics and Practical Reason, Oxford: Clarendon Press, pp. 215–54, 1997 (Reprinted with Afterword in Korsgaard (2008), pp. 27–69.)